# Chrysolina arctica
Chrysolina arctica là một loài bọ cánh cứng trong họ Chrysomelidae. Loài này được Medvedev in Medvedev & Korotyaev miêu tả khoa học năm 1980.